# Sint-Janskerk (Gerheide)
De Sint-Janskerk is een voormalige parochiekerk in de tot de Antwerpse gemeente Balen behorende plaats Gerheide, gelegen aan de Sint-Jansstraat 62.
Het is een modernistisch bakstenen kerkgebouw met een vijfhoekige plattegrond in strakke architectuur, die werd ingewijd in 1973. Architect was Paul Neefs. De kerk was gewijd aan Johannes de Doper.
Het interieur van de kerk toont een halfcirkelvormige ruimte die wordt verlicht door dak- en zijvensters.
Deze kerk werd onttrokken aan de eredienst en wordt sindsdien gebruikt voor ondernemingen, kunst en cultuur.